# Torver
Torver är en by och en civil parish i Cumbria, England. Orten har 135 invånare (2001). Den har en kyrka.